# سيمون أركيل
سيمون أركيل (بالإنجليزية: Simon Arkell)‏ هو منافس ألعاب قوى أسترالي، ولد في 1 يوليو 1966 في مايدنهيد (إنجلترا) في المملكة المتحدة.

## وصلات خارجية
- سيمون أركيل على موقع الاتحاد الدولي لألعاب القوى (الإنجليزية)
- سيمون أركيل على موقع النتائج التاريخية لألعاب القوى الأسترالية (الإنجليزية)
- سيمون أركيل على موقع أوليمبيديا (الإنجليزية)
- سيمون أركيل على موقع اللجنة الأولمبية الأسترالية (الإنجليزية)